# Safe (film, 2012)
Safe är en amerikansk actionfilm från 2012 skriven och regisserad av Boaz Yakin, med Jason Statham i huvudrollen. Statham spelar före detta brottaren och ex-polisen Luke Wright, som måste skydda en begåvad liten flicka. Hon jagas av den ryska maffian, den kinesiska triaden och korrupta New York-poliser.